# Lijst van voetbalinterlands Brazilië - Portugal
Deze lijst van voetbalinterlands is een overzicht van alle officiële voetbalwedstrijden tussen de nationale teams van Brazilië en Portugal. De landen speelden tot op heden twintig keer tegen elkaar. De eerste ontmoeting, een vriendschappelijke wedstrijd, werd gespeeld in Lissabon op 8 april 1956. Het laatste duel, eveneens een vriendschappelijke wedstrijd, vond plaats op 10 september 2013 in Foxborough (Verenigde Staten).

## Wedstrijden
| №  | Plaats         | Datum             | Competitie        | Wedstrijd           | Uitslag |
| -- | -------------- | ----------------- | ----------------- | ------------------- | ------- |
| 1  | Lissabon       | 8 april 1956      | Vriendschappelijk | Portugal – Brazilië | 0 – 1   |
| 2  | Rio de Janeiro | 11 juni 1957      | Vriendschappelijk | Brazilië – Portugal | 2 – 1   |
| 3  | São Paulo      | 16 juni 1957      | Vriendschappelijk | Brazilië – Portugal | 3 – 0   |
| 4  | São Paulo      | 6 mei 1962        | Vriendschappelijk | Brazilië – Portugal | 2 – 1   |
| 5  | Rio de Janeiro | 9 mei 1962        | Vriendschappelijk | Brazilië – Portugal | 1 – 0   |
| 6  | Lissabon       | 21 april 1963     | Vriendschappelijk | Portugal – Brazilië | 1 – 0   |
| 7  | Rio de Janeiro | 7 juni 1964       | Vriendschappelijk | Brazilië – Portugal | 4 – 1   |
| 8  | Liverpool      | 19 juli 1966      | WK 1966           | Portugal – Brazilië | 3 – 1   |
| 9  | Porto          | 24 juni 1965      | Vriendschappelijk | Portugal – Brazilië | 0 – 0   |
| 10 | Maputo         | 30 juni 1968      | Vriendschappelijk | Portugal – Brazilië | 0 – 2   |
| 11 | Rio de Janeiro | 9 juli 1972       | Vriendschappelijk | Brazilië – Portugal | 1 – 0   |
| 12 | São Luís       | 5 mei 1982        | Vriendschappelijk | Brazilië – Portugal | 3 – 1   |
| 13 | Coimbra        | 8 juni 1983       | Vriendschappelijk | Portugal – Brazilië | 0 – 4   |
| 14 | Rio de Janeiro | 8 juni 1989       | Vriendschappelijk | Brazilië – Portugal | 4 – 0   |
| 15 | Lissabon       | 17 april 2002     | Vriendschappelijk | Portugal – Brazilië | 1 – 1   |
| 16 | Porto          | 29 maart 2003     | Vriendschappelijk | Portugal – Brazilië | 2 – 1   |
| 17 | Londen         | 6 februari 2007   | Vriendschappelijk | Brazilië – Portugal | 0 – 2   |
| 18 | Gama           | 19 november 2008  | Vriendschappelijk | Brazilië – Portugal | 6 – 2   |
| 19 | Durban         | 25 juni 2010      | WK 2010           | Portugal – Brazilië | 0 – 0   |
| 20 | Foxborough     | 10 september 2013 | Vriendschappelijk | Brazilië – Portugal | 3 – 1   |

## Samenvatting
| Competitie        | Totaal gespeeld | Winst Brazilië | Gelijk | Winst Portugal | Doelsaldo Brazilië – Portugal |
| ----------------- | --------------- | -------------- | ------ | -------------- | ----------------------------- |
| WK-eindronde      | 2               | 0              | 1      | 1              | 1 − 3                         |
| Vriendschappelijk | 18              | 13             | 2      | 3              | 38 − 13                       |
| Totaal            | 20              | 13             | 3      | 4              | 39 − 16                       |

Wedstrijden bepaald door strafschoppen worden, in lijn met de FIFA, als een gelijkspel gerekend.

## Details

### Zeventiende ontmoeting
| Vriendschappelijk (Londen, Verenigd Koninkrijk, 6 februari 2007): |       |                                        |
| Brazilië                                                          | 0 – 2 | Portugal                               |
|                                                                   | goals | 82' Simão Sabrosa 89' Ricardo Carvalho |

### Achttiende ontmoeting
| Vriendschappelijk (Gama, Brazilië, 19 november 2008):                                |       |                            |
| Brazilië                                                                             | 6 – 2 | Portugal                   |
| Luís Fabiano 8' Luís Fabiano 25' Maicon 55' Luís Fabiano 57' Elano 65' Adriano 90+1' | goals | 4' Danny 62' Simão Sabrosa |
| - Debuut van César Peixoto (Sporting Clube de Braga) voor Portugal.                  |       |                            |

### Negentiende ontmoeting
| WK 2010 (Durban, Zuid-Afrika, 25 juni 2010):                                                                                                 |              | |
| Portugal | 0 – 0        | Brazilië |
| | goals        | |
| Carlos Queiroz | bondscoach   | Dunga |
| Eduardo Carvalho Ricardo Costa Ricardo Carvalho Bruno Alves Duda 54' Pepe 64' Tiago Raul Meireles 84' Danny Fábio Coentrão Cristiano Ronaldo | opstellingen | Júlio César Maicon Lúcio Juan Michel Bastos Gilberto Silva Daniel Alves 44' Felipe Melo Nilmar 82' Júlio Baptista 85' Luís Fabiano |
| Simão 54' Pedro Mendes 64' Miguel Veloso 84'                                                                                                 | wissels      | 44' Josué 82' Ramires 85' Grafite                                                                                                  |
| Fábio Coentrão 45' Tiago 31' Pepe 40' Duda 25'                                                                                               | gele kaarten | 15' Luís Fabiano 43' Felipe Melo 25' Juan                                                                                          |